# Louis Abram
Louis Abram, nascut Justin Marie Louis Abram (Sant Pau de Fenollet, Fenolleda, 25 de setembre de 1860 - Perpinyà, 13 d'agost de 1945) va ser un empresari nord-català.

## Biografia
La seva família era originària de la regió de Narbona a l'Aude. Va ser el seu avi, Justin Abram qui es va instal·lar a Sant Pau de Fenollet a començaments del segle xix després d'haver-se casar amb la pubilla d'una important família local de negociants i adobadors, els Lazeu. El seu pare Aristide Abram (1825-1901) també treballà d'adobador i es casà amb Élisabeth Vaysse (1835-1914), que pertanyia a una família de metges.
Nascut a Sant Pau de Fenollet el 1860, Louis Abram volia ser metge i fou enviat al liceu de Carcassona. Malhauradament es va veure obligat a interrompre els seus estudis per ajudar el seu germà a l'adoberia familiar. D'aquesta activitat en va aprendre la gestió de l'aigua i de les forces motrius hidràuliques. Per tant, després d'haver treballat durant un temps en altres empreses, degut a la influència d'un dels seus antics companys de secundària convertit en enginyer hidràulic, Joachim Estrade, es va dedicar a la producció d'electricitat.
Va esdevenir un dels pioners de la producció d'electricitat als departaments dels Pirineus Orientals i l'Aude, en particular d'origen hidràulic. Des de la dècada del 1900 la seva empresa va aportar l'electricitat a nombrosos municipis, alguns força remots. El 1936 va traspassar l'empresa al seu fill Henry Abram.
El 1903 va patir un greu accident de cotxe a Maurí, després del qual va resultar ferit al cap i a les cames. Va morir a Perpinyà en 1945.